# 1357
1357 (MCCCLVII) a fost un an obișnuit al calendarului iulian, care a început într-o zi de marți.

## Nașteri
- 11 aprilie: Ioan I al Portugaliei, rege al Portugaliei (d. 1433)

## Decese
- 28 mai: Afonso al IV-lea al Portugaliei, rege al Portugaliei (n. 1291)